# Geschützter Landschaftsbestandteil Wasserschloß Werdringen

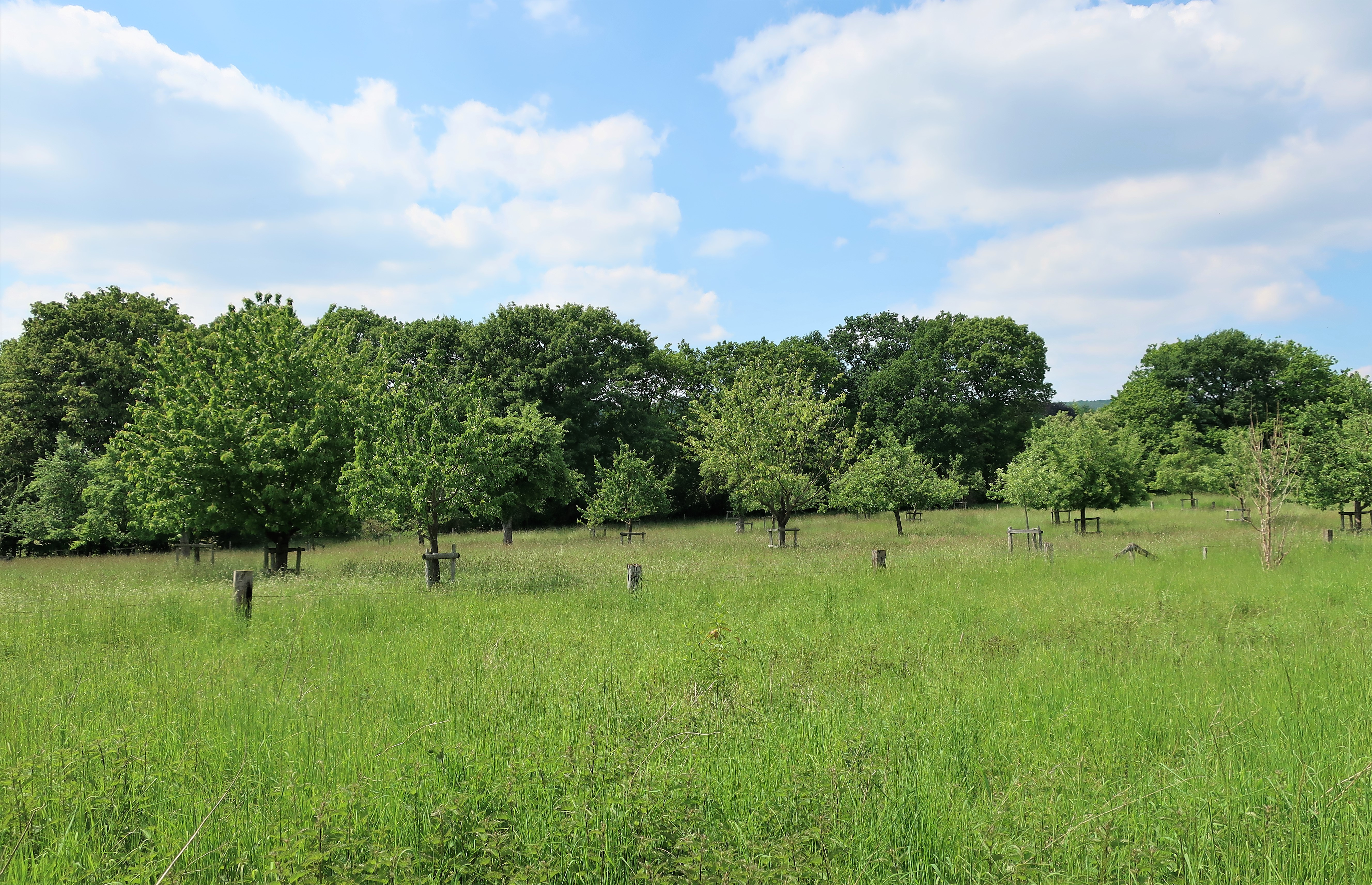
Geschützter Landschaftsbestandteil Wasserschloß Werdringen

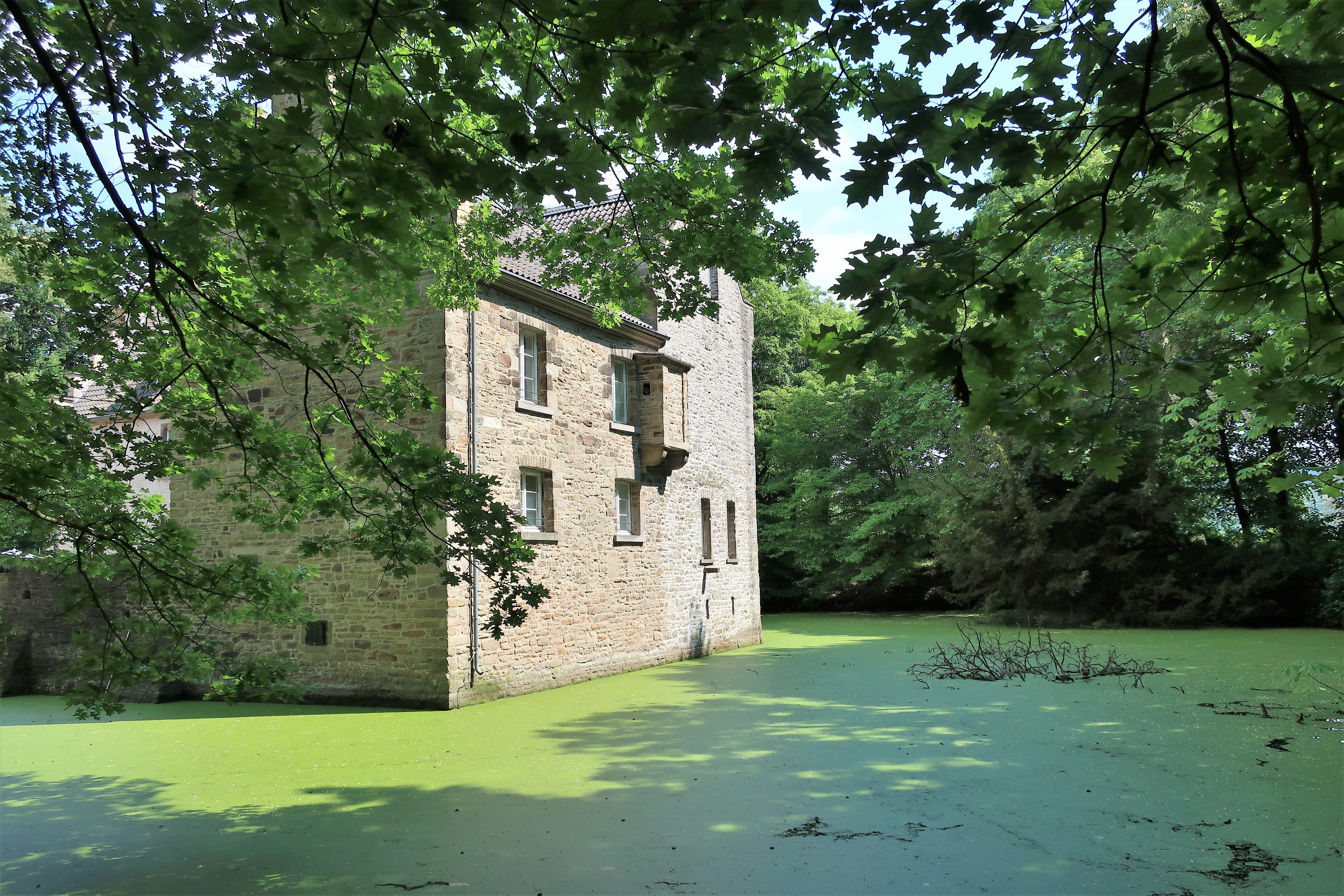
Wasserschloss Werdringen

Der Geschützte Landschaftsbestandteil Wasserschloß Werdringen mit einer Flächengröße von 3,7 ha liegt um das Wasserschloss Werdringen auf dem Gebiet der kreisfreien Stadt Hagen in Nordrhein-Westfalen. Der LB wurde 1994 mit dem Landschaftsplan der Stadt Hagen vom Stadtrat von Hagen ausgewiesen.

## Beschreibung
Beschreibung im Landschaftsplan: „Der geschützte Landschaftsbestandteil westlich vom Kaisberg umfaßt eine parkähnliche Anlage mit teilweise verwilderten Gehölzbereichen, Brachflächen, Tümpeln, Bachlauf und Obstwiesen.“

## Schutzzweck
Laut Landschaftsplan erfolgte die Ausweisung „zur Sicherung der Leistungsfähigkeit des Naturhaushalts durch Erhalt des arten- und strukturreichen Gehölzbestandes mit wertvollen Althölzern insbesondere als Lebensraum für Kleinsäuger, totholzbewohnende Insekten und höhlenbrütende Vögel sowie der verschiedenen Feuchtbiotoptypen als Lebensraum für zahlreiche bedrohte Tier- und Pflanzenarten“.